# Sphenomorphus arborens
Sphenomorphus arborens este o specie de șopârle din genul Sphenomorphus, familia Scincidae, descrisă de Taylor 1917. Conform Catalogue of Life specia Sphenomorphus arborens nu are subspecii cunoscute.